# Bennie Thompson
Bennie G. Thompson (ur. 28 stycznia 1948) – amerykański polityk, członek Partii Demokratycznej. Od 1993 roku jest przedstawicielem drugiego okręgu wyborczego w stanie Missisipi do Izby Reprezentantów Stanów Zjednoczonych.

## Odznaczenia
- Presidential Citizens Medal – 2025[1]